# Jacques Ier de Chabannes de La Palice
Pour les articles homonymes, voir Jacques Ier.
Jacques Ier de Chabannes de La Palice seigneur de La Palice né en 1400 et mort le 20 octobre 1453, est un noble et militaire français, conseiller et chambellan du roi, grand maître de France de 1451 à 1453, sénéchal et maréchal du Bourbonnais, puis de Toulouse, etc. et compagnon d'armes de Jeanne d'Arc.

## Biographie

### Famille
Membre de la famille de Chabannes, originaire du Limousin, qui  a fourni plusieurs grands capitaines, il est le fils de Robert de Chabannes, chevalier, tué à la bataille d'Azincourt en 1415 et de Hélis de Bort. Il a pour frère Antoine de Chabannes, grand-maître de l'hôtel du roi, mort en 1488.

Il épouse en premières noces Anne de Launay, dame de Fontenilles, dont il n'aura pas d'enfant et en deuxièmes noces le 4 octobre 1432, Anne de Lavieu dont il a deux fils : Geoffroy de Chabannes, chevalier, seigneur de Charlus conseiller et chambellan du roi, sénéchal de Rouergue, père du maréchal Jacques II de Chabannes, seigneur de de La Palice, et Gilbert de Chabannes, seigneur de Curton, chevalier de l'ordre de Saint-Michel en 1469, chambellan du roi et sénéchal du Limousin.

## Carrière
Jacques de Chabannes fait partie des chefs de guerre qui se sont particulièrement distingués au service du roi Charles VII. 
Il a d'abord servi dans la compagnie de son frère Étienne, tué à la Bataille de Cravant en 1423. Il est nommé chambellan de Charles VII en 1425, puis sénéchal du Bourbonnais.
À la tête de sa compagnie d'hommes d'armes, il prend part victorieusement au siège d'Orléans en 1429 contre les Anglais, au cours  laquelle il est blessé au pied. Il est un des chevaliers qui secondent avec succès les entreprises de Jeanne d'Arc et de Jean de Dunois.
En 1431, il se distingue par la prise du Château de Corbeil et par celle du donjon de Vincennes par voie d'escalade.
Il marche au secours de la ville du Mont-Saint-Vincent, et, le 26 juillet 1436, à celui de Saint-Denis.
Il est gouverneur des châteaux de Corbeil et du bois de Vincennes, en 1436 et 1437, et de Brie-Comte-Robert en 1438.
En 1437, il commande 120 hommes d'armes et 240 de trait sous le connétable de Richemont, à la prise de Montereau.
Il est pourvu de l'office de sénéchal de Toulouse, le 2 février 1438, en se démettant de celui de Bourbonnais (dont il conserve néanmoins la qualité).
Le 2 août 1440, le duc de Bourbon le nomme capitaine et châtelain de Chantelle.
La même année, il commet l'imprudence de prendre le parti du duc de Bourbon et du dauphin, futur Louis XI, dans le complot de la Praguerie que le roi Charles VII va lui-même combattre victorieusement à la tête de ses troupes. Le roi  lui accorde sa grâce eu égard à ses états de service.
En 1449, il assiste à l'entrée solennelle du roi Charles VII dans Rouen. 
Il sert aux sièges de Valognes et de Caen en 1450.
En 1451, il marche à la conquête de la Guyenne, le roi lui donnant les château, place, terre et seigneurie de Curton (Gironde) et toutes ses dépendances (qu'elles soient situées à Libourne, à Rions (Gironde), à Bordeaux, en Médoc, à Saint-Émilion, etc.), confisquées à Louis de Beaumont, connétable de Navarre, qui avait pris le parti des Anglais.
Il traite la reddition de Blaye et de Bourg, dont il est nommé gouverneur, recevant également la capitulation du château de Fronsac.
Il commande 1 500 lances, lors de l'entrée du comte de Dunois, dans Bordeaux, le 25 juin 1451, et se trouve avec lui et le comte de Foix, au fameux Siège de Bayonne en contribuant puissamment à sa reddition, et y rentre le 21 août 1451.
Le 18 juillet 1453, il est au siège et à la prise de Castillon, mais y est blessé et meurt de ses blessures le 20 octobre suivant, en son château de Curton.

## Armes
Les armes de la famille de Chabannes sont : De gueules au lion d'hermine, armé, couronné et lampassé d'or.